# ダロン・ギブソン
ダロン・トーマス・ダニエル・ギブソン（Darron Thomas Daniel Gibson, 1987年10月25日 - ）は、北アイルランド・ロンドンデリー出身のサッカー選手。ポジションはミッドフィルダー。
北アイルランド生まれながら、北アイルランド代表ではなくアイルランド代表を選択したため、アイルランドサッカー協会と北アイルランドサッカー協会の間で論争が起き、北アイルランド議会で取り上げられた程だが、問題の解決はFIFAに一任され、最終的に、北アイルランドに生まれた住民はアイルランド国籍が与えられるベルファスト合意に基づき、アイルランド代表の資格を有することで解決となった。

## 経歴

### クラブ

#### マンチェスター・ユナイテッド

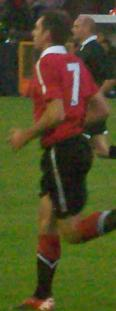
マンチェスター・ユナイテッドFCのリザーブチームでのギブソン

セント・コロンブス校の生徒であり、2004年にマンチェスター・ユナイテッドFCに加入するまでは、地元のインスティテュートFCでプレイしていたギブソンは、2005年10月26日のリーグカップでのバーネットFC戦においてリー・マーティンと交代で後半から初出場を飾った。同2005-06シーズンのトップチームでの出番は、同試合のみだったが、リザーブチームではレギュラー選手として19試合2得点を挙げて3冠達成に貢献しており、その集大成として2006年5月にはクラブの最優秀若手選手に贈られるジミー・マーフィー賞を受賞した。また、2006-07シーズン前の親善試合においてトップチームの帯同を許可されていた。
2クラブへの期限付き移籍
実際の2006-07シーズン開始時には、同僚の董方卓、ジョニー・エヴァンズ、フレイザー・キャンベル、ダニー・シンプソンとともに提携関係にあるベルギー・セカンドディビジョンのロイヤル・アントワープFCへ貸し出され、シーズンの多くを過ごすことになる。2007年10月には、チャンピオンシップのウルヴァーハンプトン・ワンダラーズFCへ貸し出され、12月8日のバーンリーFC戦での1得点を記録した。また、ウルヴァーハンプトンでは、当初3ヶ月の期限だったが、12月にシーズン終了まで延長されている。
復帰後
2クラブへの期限付き移籍後、2008年11月15日のストーク・シティFC戦において後半から交代でプレミアリーグ初出場を飾り、それから10日後の11月25日に行われたUEFAチャンピオンズリーグ 2008-09でのビジャレアルCF戦でダレン・フレッチャーと交代で出場し、UEFAチャンピオンズリーグ初出場を果たした。また、12月にはFIFAクラブワールドカップ2008の登録メンバーとして日本へ遠征していたが、何れかの試合においても出場機会は与えられなかった。2009年1月4日のFAカップ3回戦でのサウサンプトンFC戦 (3-0) において、チームの3得点目にして自身のユナイテッドでの初得点を挙げ、2月15日のFAカップ5回戦でのダービー・カウンティFC戦で通算2得点目を挙げると共にITV選定のマン・オブ・ザ・マッチに選出された。3月15日にウェンブリー・スタジアムでのリーグカップ決勝のトッテナム・ホットスパーFC戦では、先発出場してポール・スコールズと中盤を構成しており、延長戦を前にライアン・ギグスと交代するまで90分間出場し、チームもPK戦の末に勝利した。これが、マンチェスター・ユナイテッドでの2つ目の獲得タイトルとなった。5月24日の最終節でのハル・シティAFC戦において、ユナイテッドでのリーグ戦初得点を挙げる。7月15日、シーズン中に見せたパフォーマンスは、契約の3年延長によって2012年まで滞在する形で報われた。
2009年11月25日のUEFAチャンピオンズリーグ 2009-10でのベシクタシュJK戦 (0-1) で、欧州カップ戦における本拠地での4年もの無敗記録を途絶えさせる失態を犯すも、次のリーグカップでのトッテナム・ホットスパーFC戦 (2-0) において2得点を挙げ、批判の声を封じた。また、チャンピオンズリーグ準決勝第2戦でのバイエルン・ミュンヘン戦 (3-2) で先発すると、試合開始僅か3分後に先制点にして、自身初の欧州カップ戦での得点を挙げて勝利に貢献したが、2試合合計4-4のアウェーゴールにより敗退となった。
2010年9月22日に敵地でのリーグカップのスカンソープ・ユナイテッド戦において、2010-11シーズンの初得点を挙げたギブソンは、元来強豪チームということも影響し、豊富な出場機会を得られずにいたことで、2011年2月にはアイルランド代表のジョバンニ・トラパットーニ監督から今後のキャリアのために、ユナイテッド退団を考慮すべきと告げられており、シーズン終了後の2011年夏にはサンダーランドAFCからオファーされた。このオファーは最終的に合意せず、2011-12シーズンもユナイテッドに滞在することになったが、中盤で負傷が相次いだにもかかわらず、僅か2試合の出場にとどまり、2012年1月にオールド・トラッフォードから去った。

#### エヴァートン
2012年1月13日にエヴァートンFCと4年半契約で完全移籍することに合意し、フィリップ・ネヴィル、ティム・ハワード、ルイ・サハに次ぐ、デイヴィッド・モイーズ監督の下でプレーする4人目のユナイテッドの選手となった。その1日後のアストン・ヴィラFC戦 (1-1) において早速初出場を飾り、31日のマンチェスター・シティFC戦 (1-0) で、首位相手に初得点にして決勝点を挙げた。なお、途中加入したエヴァートンでは、出場したリーグ戦全11試合で敗北を経験することがなく、これはマンチェスター・ユナイテッド時代も合わせると28試合連続で無敗だった。翌2012-13シーズンは、2012年9月1日のウェスト・ブロムウィッチ・アルビオンFC戦 (0-2) 中で全治5週間の負傷がありながらも主力級の出場時間を得る中、12月22日のウェストハム・ユナイテッドFC戦において、カールトン・コールへのタックルでキャリア初のレッドカードによる退場処分となったが、それから5日後にイングランドサッカー協会によって取り消された。2013年4月13日の本拠地でのクイーンズ・パーク・レンジャーズFC戦で、2012-13シーズンにおける初得点を挙げた。
エヴァートンでの2季において、ギブソン未出場時のチーム勝率が25%に対し、出場時のチーム勝率が52%と算出されたようにチームに好影響を与えており、中盤において重要な選手となっていたが、2013年10月の代表戦での深刻な靭帯損傷の影響から、3季目のリーグ戦出場は僅か1試合にとどまった。2014年7月22日、2014-15シーズン前における親善試合でのトレンメア・ローヴァーズFC戦で、9ヶ月ぶりの実戦復帰を果たした。

#### サンダーランド
2017年1月、1年半の契約でサンダーランドAFCに移籍した。2018年3月、飲酒運転で事故を起こし、逮捕された。ギブソンはエヴァートン所属時にも飲酒運転によるひき逃げ事故を起こしていた。3月末にサンダーランドを退団した。

#### ウィガン
2018年8月3日、ウィガン・アスレティックFCと契約した。

### 代表

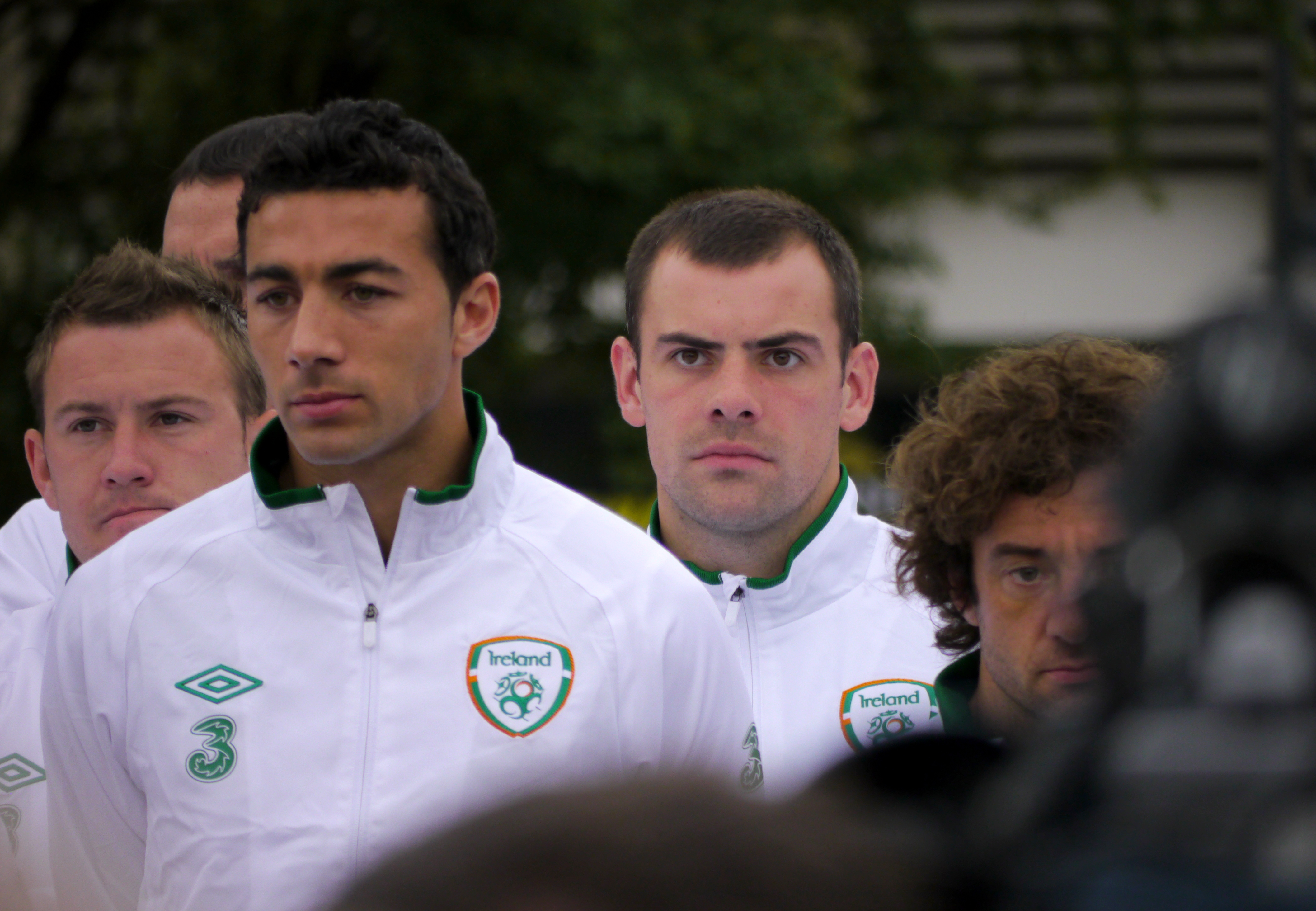
UEFA EURO 2012前にアイルランド代表に対してソポトで行われた歓迎式でのギブソン

ギブソンは、北アイルランドで生まれたがアイルランド代表でプレイすることを望んだため、アイルランドサッカー協会と北アイルランドサッカー協会との間で軋轢が生まれた。通常、生まれた地域ではない代表チームでプレイすることを希望する場合は、FIFAにその地域との有用な関係（血統や居住の事実）を示さなければならないが、北アイルランドはアイルランド島に位置し、アイルランド島で生まれたものは、本人が希望すればアイルランド共和国の市民権を得られることになっており、ギブソンはアイルランド代表でプレイする資格を有することを意味していた。その結果、ギブソンはアイルランド代表と北アイルランド代表から誘いを受けることになった。なお、この論争を契機に、A代表の出場歴がないものはプレイする代表を変更することが可能であるというFIFAの規定を利用し、トニー・ケイン (en) 、マイケル・オコナー、マーク・ウィルソン (en) の3名は当初プレイすると決めた代表ではなく別の代表（北アイルランド代表からアイルランド代表、アイルランド代表から北アイルランド代表）でプレイすることを望んだ。

#### 北アイルランド代表
ギブソンはヴィクトリー・シールドに臨むU-16北アイルランド代表のメンバーに選出された。しかし、トライアルを受けマンチェスター・ユナイテッドFCに加入してからは、アイルランド代表でプレイすることを望み、アイルランドA代表デビューを果たす前に北アイルランド代表のナイジェル・ワージントン (en) 監督から説得されたが、応じることはなかった。

#### アイルランド代表
アイルランドとして初めて招集されたのはU-17代表であり、2005-06シーズン中にはU-19代表とU-21代表チームでキャプテンを務めた。また、2006年11月14日にスコットランドB代表戦でアイルランドB代表として出場した。2007年1月30日には、UEFA EURO 2008予選のサンマリノ戦へ向け、アイルランドA代表に初招集された。2007年8月22日のデンマーク戦 (4-0) において、アンディ・リードと交代で後半からA代表初出場を果たすと、54分のペナルティーエリア外からのシュートは、相手GKイェスパー・クリスティアンセンに弾かれるも、そのボールをシェーン・ロングが決めており、チームの3得点目に関与した。公式戦初出場は、9月8日のEURO 2008予選でのスロバキア戦 (2-2) において、エイダン・マクギーディと交代で61分から出場したものだった。
初先発出場は、2008年10月18日のキプロス戦である。スティーヴン・リードの負傷離脱によって追加招集されたギブソンは、代表チームで好パフォーマンスを見せていたことで、アンディ・リードやリアム・ミラーといった選手よりも、ジョバンニ・トラパットーニ監督の信頼を得るようになっていた。2011年2月8日のネーションズカップでのウェールズ戦で代表初得点を挙げた。
UEFA EURO 2012で未出場に終わると、大会終了後の2012年9月1日に2014 FIFAワールドカップ・ヨーロッパ予選でのカザフスタン戦へ向けて招集されているが、EURO 2012での出場機会の無さに失望していたことで辞退を申し出ており、2013年8月3日にワールドカップ予選のスウェーデンとオーストリア戦への招集も辞退した。その後、トラッパトーニ監督からノエル・キング暫定監督に交代すると、9月30日にワールドカップ・ヨーロッパ予選のカザフスタン戦への招集を受けたが、先発出場したドイツ戦 (3-0) の次のカザフスタン戦において、膝を負傷し、担架に乗せられて途中交代となった。手術を経て長期的な膝の負傷から回復し、2014年9月3日のオマーン戦 (2-0) で復帰を果たした。

### 私生活
2011年4月にtwitterのアカウントを取得する。しかし、チームメイトのリオ・ファーディナンドのツイートで紹介された際に、普段の試合でのパフォーマンスからユナイテッドファンの罵倒が相次ぎ、開始からわずか97分で閉鎖に追い込まれた。

## 獲得タイトル
クラブ
マンチェスター・ユナイテッドFC
- プレミアリーグ：2010-11
- リーグカップ：2008-09, 2009-10
- FIFAクラブワールドカップ：2008

個人
- FAIインターナショナル・フットボール・アワーズ（英語版）年間最優秀若手選手部門：2009
- FAIインターナショナル・フットボール・アワーズ（英語版）年間最優秀代表得点部門：2011